# テンポラリー・レジデンス・リミテッド
テンポラリー・レジデンス・リミテッド（Temporary Residence Limited、略称TRL）は、アメリカ合衆国のインディー・レコードレーベル。1995年にメリーランド州ボルチモアで創業した。現在はニューヨークブルックリンに拠点を移している。ポストロックを中心に取り扱っている。

## 主な所属アーティスト
- キャロライン
- envy
- エクスプロージョンズ・イン・ザ・スカイ
- モグワイ
- MONO
- ピンバック
- プレフューズ73